# Брунфельсия крупноцветковая
Брунфельсия крупноцветковая (лат. Brunfelsia grandiflora) — кустарник из семейства пасленовых, вид рода Brunfelsia, произрастающий в дождевых лесах Амазонии.
Названия на языке кечуа — chiricsanango, chiricaspi, manaka.

## Описание
Кустарник высотой до 5 метров, встречающийся в бассейне реки Амазонки на высоте до 200 метров над уровнем моря. Листья чередуются, длина листьев от 15 до 20 см, ширина от 5 до 8 см. Ароматные цветы белого или фиолетового оттенков. Цветут почти круглый год.

## Использование
В Южной Америке растение имеет давнюю историю использования в индейских шаманских и целительских традициях.
В Перу использование средств на основе этого растения традиционно связано с практикой, называемой шаманской диетой, включающей полное воздержание от:
- сахара и любой сладкой пищи;
- соли и любой соленой пищи;
- перца и любой острой пищи;
- мяса животных;
- алкоголя;
- сексуальных отношений;
- контактов с другими людьми.

У коренных народов Южной Америки в качестве шаманского напитка отвар растения используется для диагностики и лечения заболеваний, получения знаний о новых лекарствах, изгнания злых духов, обретения удачи во время охоты, приобретения большей мудрости, энергии, спокойствия и ясности сознания.
В некоторых случаях используется как один из компонентов напитка аяуаска.
Как лекарственное растение используется для лечения артрита, ревматизма, сифилиса и других венерических заболеваний, простудных заболеваний, воспалений, укусов змей, желтой лихорадки.

## Химический состав
Растение содержит ибогаин и воакангин, входящие также в состав ибоги, аккуамидин, кумарины, такие как эскулетин и скополетин, брунфелсамидин, манасин, скополамин, сапонины.

## Научные исследования
В лабораторных испытаниях экстракты растения были активны против простейших, которые вызывают лейшманиоз.
В клиническом исследовании, проведенном в 1991 году на мышах, экстракт растения продемонстрировал обезболивающее и противовоспалительное действие. В более раннем (1977 г.) исследовании сообщалось, что экстракты корня свидетельствовали о выраженном противовоспалительном действии у крыс. Также были задокументированы экстракты веток для предотвращения клеточных мутаций.
В исследовании, проведенном в 2012 году в Лиме, были подтверждены антиоксидантное, противовоспалительное и регенерирующее действия растения.